# 찰스 딜레이니

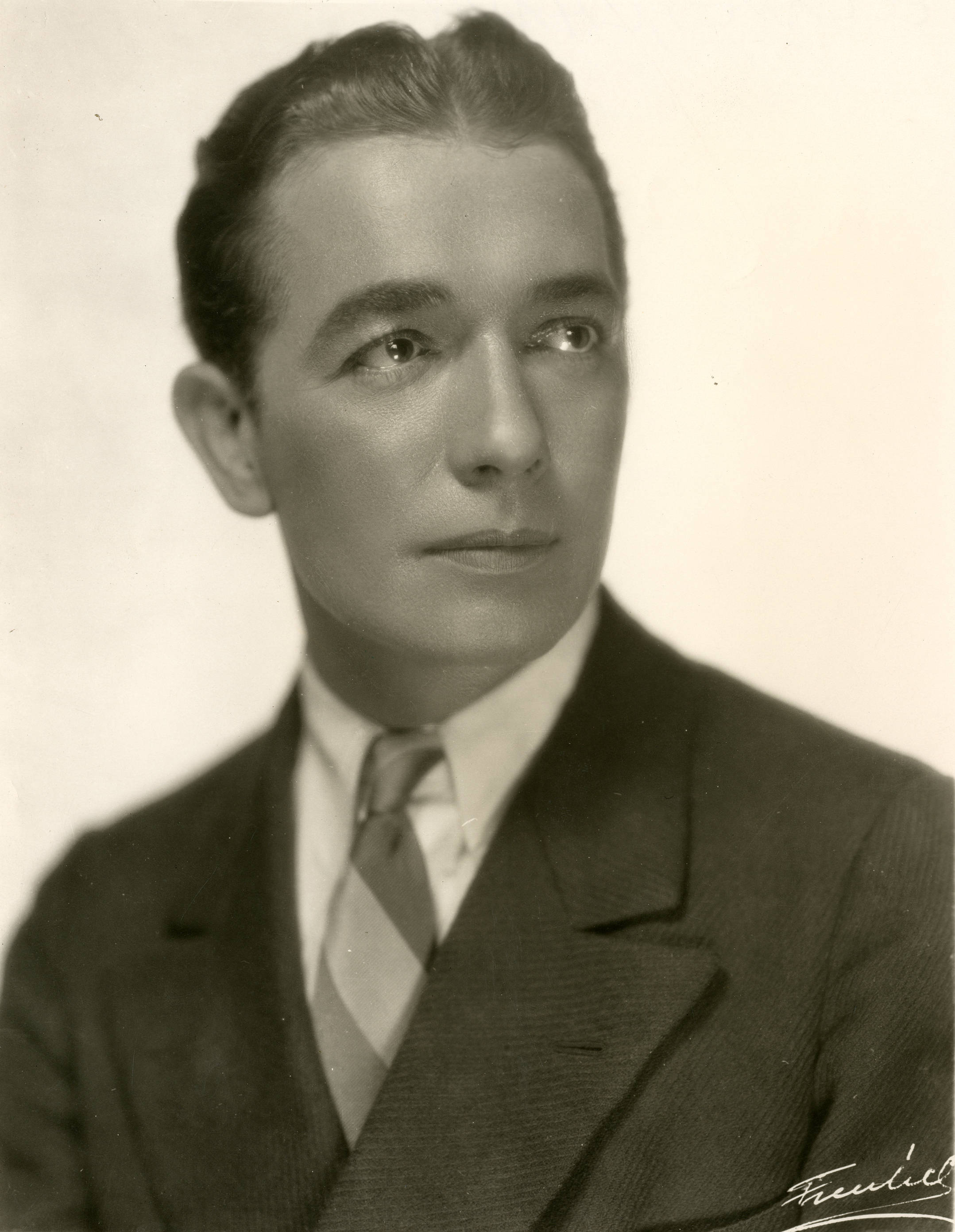

찰스 딜레이니(Charles Delaney, 1892년 8월 9일 ~ 1959년 8월 31일)는 미국의 배우, 영화배우이다.
뉴욕에서 태어났으며 할리우드에서 사망하였다.

## 영화
- 엘머, 더 그레이트 (1933년) - 자니 애봇 역
- 미드나잇 모랄스 (1932년)
- 브로드웨이 베이비스 (1929년)
- 더 에어 서커스 (1928년)